# Monecphora carbonaria
Monecphora carbonaria är en insektsart som beskrevs av Victor Lallemand 1924. Monecphora carbonaria ingår i släktet Monecphora och familjen spottstritar. Inga underarter finns listade i Catalogue of Life.